# The Mad Capsule Markets
The Mad Capsule Markets (dříve i pod názvem The Mad Capsule Market's) byla japonská kapela založená roku 1990 v Jokohamě, jejím předchůdcem byla skupina Berrie. Název pochází z kyberpunkového románu Neuromancer spisovatele Williama Gibsona, kde se takto označovali dealeři fiktivní drogy betafenetylaminu.
Hrála mix stylů: digital hardcore, electronicore, elektronická hudba, heavy metal, rap rock, punk rock, industriál, techno, drum'n'bass.
Bývala přirovnávána k německé digital hardcoreové kapele Atari Teenage Riot.

## Diskografie

### Alba
- Humanity (1990)
- P.O.P (1991)
- Capsule Soup (1992)
- Speak!!! (1992)
- Mix-Ism  (1994)
- P-A-R-K (1994)
- 4 Plugs (1996)
- Digidogheadlock (1997)
- OSC-DIS (1999) - znamená Oscillator In Distortion
- 010 (2001)
- CiSTm K0nFLiqT... (2004) - znamená System Conflict